# Попелястий — найчистіший білий
«Попелястий — найчистіший білий» (кит.: 江湖儿女, Ash is purest white) — копродукційний драматичний фільм кінемтографістів Китаю, Франції та Японії 2018 року, поставлений режисером Цзя Чжанке. Світова прем'єра стрічки відбулася 11 травня 2018 року на 71-му Каннському міжнародному кінофестивалі, де вона брала участь в основній конкурсній програмі.

## Сюжет
2001 рік. У бідному китайському промисловому місті Датун молода танцівниця на ім'я Цяо закохується в місцевого гангстера Біна. Під час битви між бандами, що ворогують між собою, Цяо стріляє, щоб захистити Біна, а потім отримує вирок до п'ятирічного ув'язнення. Після свого звільнення у 2017-му Цяо йде шукати Біна, щоб спробувати почати все наново.

## У ролях
| • Чжао Тао   | … | Цяо |
| • Ляо Фань   | … | Бін |
| • Фен Сяоган | … |     |
| • Сюй Чжен   | … |     |
| • Чжан Ійбай | … |     |
| • Дяо Іньань | … |     |

## Знімальна група
- Автор сценарію — Цзя Чжанке
- Режисер-постановник — Цзя Чжанке
- Продюсери — Сьодзьо Ічияма, Натанаєль Карміц
- Співпродюсер — Олів'є Пере
- Оператор — Ерік Готьє
- Композитор — Лім Гюн
- Монтаж — Матьє Лакло
- Артдиректор — Лю Вейсінь

## Нагороди та номінації
| Список нагород та номінацій | Список нагород та номінацій | Список нагород та номінацій | Список нагород та номінацій    | Список нагород та номінацій | Список нагород та номінацій |
| Кінофестиваль/Кінопремія    | Рік                         | Категорія                   | Номінант(и)                    | Результат                   | Дж                          |
| --------------------------- | --------------------------- | --------------------------- | ------------------------------ | --------------------------- | --------------------------- |
| Каннський кінофестиваль     | травень 2018                | Золота пальмова гілка       | Попелястий — найчистіший білий | Номінація                   | [ 1 ]                       |